# 哈雷-梅泽堡大区
哈雷-梅泽堡大区 (德語：Gau Halle-Merseburg) 是1933年至1945年间纳粹德国在普鲁士自由邦萨克森省建立的一个行政区划。 在此之前，从1925年到1933年，是纳粹党在该地区的分部。